# إسحاق أدلر
إسحاق أدلر (بالإنجليزية: Isaac Adler)‏ هو سياسي أمريكي، ولد في 10 مايو 1868، وتوفي في 1941.